# 완도군립도서관
완도군립도서관은 전라남도 완도군 소재의 군립 도서관이다.

## 연혁
- 1993년 2월 26일: 완도군립도서관설치조례 제정
- 1993년 3월 2일: 완도군립도서관 개관(구관)
- 1995년 5월 15일: 현 도서관 신축 준공 이전 개관
- 2004년 8월 20일: 군립도서관홈페이지 구축 운영
- 2008년 10월 20일: 인터넷 사랑방 운영

## 시설현황
- 3층: 시청각실, 제1열람실(학생), 제2열람실(일반), 제3·4·5열람실(일반)
- 2층: 어린이열람실, 문화강좌실/참고자료, 자료정리실, 사무실
- 1층: 종합안내/인터넷사랑방, 종합자료실
- 지하1층: 기계실

## 이용 안내
이용 시간
휴관일
- 국경일 및 정부가 지정한 공휴일(단, 일요일은 제외)
- 임시 휴관일: 관장이 필요하다고 인정하는 날